# Autocarril La Calera-Artificio
El Autocarril La Calera-Artificio es un servicio de trenes de cercanías para pasajeros de Ferronor y la Municipalidad de La Calera. Abarca una longitud de 1,7 km, uniendo a las localidades de La Calera y Artificio dentro de la comuna de La Calera. Fue inaugurado el 6 de diciembre de 2022 y es controlado por Ferronor.
Este servicio corto de pasajeros gratuito fue creado con el fin de apoyar con la movilización de la población comunal debido a los problemas de conectividad vial y la división geográfica de la comuna a causa del río Aconcagua. Este servicio tiene como objetivo a largo plazo el determinar el nivel de demanda para analizar la opción de un tranvía. Desde 2023 el servicio ha tenido servicios que conectan a La Calera con la estación Melón, recorriendo un tramo de 12 km. 
Este servicio es un anteproyecto para el Tren de la Costa, un proyecto de gran escala en la red norte que conecte a La Calera con Los Vilos, incluyendo localidades intermedias.

## Historia

### Orígenes del ferrocarril
La estación La Calera fue inaugurada en 1863, y con la necesidad de conectar a los ramales ya existentes en el norte de Chile con la capital y el resto del país, la administración del presidente Domingo Santa María solicitó estudios de un ferrocarril que llegase hasta La Serena, lo que conllevó a que en 1888 el presidente José Manuel Balmaceda contratara a la empresa North and South American Construction Company para la construcción de varios tramos ferroviarios, entre estos la construcción de 71 kilómetros de vías entre La Calera y Cabildo, sección que fue construida en trocha métrica.  La inauguración del ferrocarril entre La Calera y Cabildo ocurrió el 31 de enero de 1898.
Es en 1897 cuando se inaugura la estación Artificio, pero es clausurada en 1954. Aun así, los servicios de pasajeros hacia el norte del país siguieron operando de maner continua hasta 1975, cuando fueron suprimidos. Desde entonces solo existieron servicios esporádicos, así como intentos previos de establecer servicios turísticos.

### Autocarril La Calera-Artificio
Debido a los problemas de conectividad peatonal entre las dos localidades de la comuna de La Calera, ya que solo se cuenta con un puente vehicular y uno peatonal (junto al puente del ferrocarril y que se hallaba en mal estado), el alcalde de la comuna de La Calera, Johnny Piraino, entabló conversaciones con Ferronor, empresa propietaria de la red de ferrocarriles de trocha métrica que cruza a la región de Valparaiso, para dejar a disposición de los vecinos de la comuna un servicio que conecte a ambas zonas por medio de un servicio ferroviario que utilice la infraestructura disponible.
Durante la mañana del 6 de diciembre de 2022 se inauguró el servicio con la implementación de un autocarril con espacio para diez personas. Durante la etapa inicial del servicio se esperaba evaluar el nivel de demanda de usuarios, con el fin de poder determinar el real impacto de este servicio.
En abril de 2023 el servicio del autocarril fue extendido hacia el sector de Villa Las Américas, ubicado al norte de la actual parada de Artificio, lugar donde se construyó el paradero La Sirenita. Este nuevo paradero se ubica en la intersección de calle La Sirenita con la vía férrea, en dicho sector de la comuna.

### Nueva locomotora (2024)
El 10 de octubre de 2024, se realizaron pruebas dinámicas en las vías ferroviarias entre La Calera y El Melón utilizando una locomotora del antiguo Tren Calero. Estas pruebas tenían como objetivo evaluar el estado de las vías y analizar la posibilidad de recrear un sistema de transporte entre ambas localidades.
Además, el 23 de octubre de 2024, Ferronor y la Municipalidad de La Calera llevaron a cabo el "Recorrido Cero" del Tren Patrimonial El Calero, un viaje piloto entre La Calera y El Melón. Este recorrido, de aproximadamente 12 kilómetros y una duración de 1 hora y 10 minutos, buscó ofrecer una experiencia nostálgica y evaluar la factibilidad de implementar un servicio turístico en el futuro.
Durante la semana del 16 de diciembre se desarrolló un recorrido por celebraciones de Navidad, dónde la locomotora Dt-4009 estuvo cubierta de luces decorativas.

### Futuro
Se tiene contemplado acoplar al autocarril un segundo vagón que aumente la capacidad a 30 personas transportadas. Además, se tiene planificado que en el primer semestre de 2023 se construyan andenes, así como ampliar el servicio hasta los sectores de Villa Las Américas y El Litre, ubicados al norte de La Calera. Se ha señalado la idea de implementar de manera más estable un tranvía dentro de la comuna, que posteriormente sea extendido hasta el sector de El Melón en la comuna de Nogales.

#### Tren de la costa
Este servicio de pasajeros se alínea con el proyecto Tren de la Costa, mencionado públicamente en 2022 y que ha adquirido apoyo político de los gobiernos locales y regional, de un servicio que una a las comunas de La Calera, Nogales, Zapallar, Papudo, La Ligua y Los Vilos.
En diciembre de 2024, se anunció la intención de implementar un servicio de tren hacia Catapilco en marzo de 2025, con miras a desarrollar el "Tren de la Costa", que cubriría la ruta desde La Calera hasta Los Vilos. Además, se evaluará el éxito del servicio en el tramo La Calera - El Melón para determinar la factibilidad de conectar con el Tren Limache - Puerto en años posteriores, con una posible integración para 2029.

## Características
El servicio es gratuito, y opera de lunes a viernes entre las 07:30-09:30 y las 17:30 a 19:30 h.

### Vehículo de transporte
El transporte de pasajeros era logrado con el uso del autocarril Billard 309-t, propiedad de Ferronor, que posee capacidad para diez pasajeros. Luego, en octubre Ferronor trajo desde Coquimbo la locomotora D-409 (X3U09) conocida como "El Calero" y un coche de pasajeros.

### Recorrido
El servicio recorre desde calle Caupolicán esquina Balmaceda con una detención en las vías férreas ubicadas entre las calles José Joaquín Godoy y El Bosque, en los terrenos de la antigua estación Artificio, para continuar hasta el paradero La Sirenita, ubicado en la calle Calama entre Uno y Quito. El servicio dura cerca de cuatro minutos.